# Taeniotes praeclarus
Taeniotes praeclarus es una especie de escarabajo longicornio del género Taeniotes, tribu Monochamini, subfamilia Lamiinae. Fue descrita científicamente por Bates en 1872.
El período de vuelo ocurre en los meses de febrero, abril, mayo, junio, julio, agosto, septiembre y diciembre.

## Descripción
Mide 24-36 milímetros de longitud.

## Distribución
Se distribuye por Bolivia, Colombia, Costa Rica, Ecuador, Nicaragua, Panamá.